# Beachhandball-Nationalmannschaft der Juniorinnen der Cookinseln
Die Beachhandball-Nationalmannschaft der Juniorinnen der Cookinseln repräsentiert die Cook Islands Handball Association als Auswahlmannschaft auf internationaler Ebene bei Länderspielen im Beachhandball gegen Mannschaften anderer nationaler Verbände.
Als Überbau fungiert die A-Nationalmannschaft, das männliche Pendant ist die Beachhandball-Nationalmannschaft der Junioren der Cookinseln.

## Geschichte
Handball hat in Ozeanien keine große Tradition, abgesehen von den beiden größeren Nationen Australien und Neuseeland wird er vor allem noch in kulturell französisch beeinflussten Regionen wie Neukaledonien gespielt. Der Handball-Verband der Cookinseln etwa wurde erst 1999 gegründet. Somit brauchte auch die Disziplin Beachhandball in der Region einige Zeit um überhaupt bekannt zu werden, obwohl die Natur des Sports als Strandsport eigentlich prädestiniert für eine Verbreitung auf den vielen Inseln ist. Die Entwicklung des Sports verläuft vergleichsweise schnell, er ist auch Bestandteil der seit Ende der 2010er Jahre jährlich ausgetragenen Cook Island Beach Games.
Nachdem die Junioren-Ozeanienmeisterschaften 2017 nach Rarotonga, die Hauptinsel der Cookinseln, vergeben wurde, wurden dafür auch für beide Geschlechter Nachwuchs-Nationalmannschaften aufgestellt. Somit waren die Nachwuchsnationalmannschaften zwei Jahre vor den A-Mannschaften begründet worden. Australien galt als großer Favorit des Turniers, die Cookinseln hatten als gastgebende Mannschaft auch Ambitionen zumindest das Finale zu erreichen, womit eine Teilnahme an den Junioren-Weltmeisterschaften 2017 auf Mauritius verbinden gewesen wäre. Doch erwies sich die Mannschaft Amerikanisch-Samoas als am stärksten und gewann den Titel. Die Cookinseln gewannen gegen die Mannschaft aus Kiribati die Bronzemedaille.
Seitdem fand in Ozeanien, auch aufgrund der COVID-19-Pandemie, bislang kein Turnier für Nachwuchs-Nationalmannschaften mehr statt.

## Teilnahmen
| Olympische Jugendspiele - 2018 (U 18): nicht qualifiziert - 2026 (U 18): | Junioren-Weltmeisterschaften - 2017 (U 17): nicht qualifiziert - 2022 (U 18): nicht qualifiziert | Junioren-Ozeanienmeisterschaften - 2017 (U 17): 3. - 2020: ausgefallen |

Kader soweit bekannt
- JOM 2017 (U 17): Willynn Karika • Leahanna Pareanga (TW)

## Trainer
| Cheftrainer/in - 2017: S. Jahz Numa-Lui'Fatialofa | Co-Trainer/in - 2017: |